# Giovanni Paolo II, l'Uomo che ha cambiato gli uomini

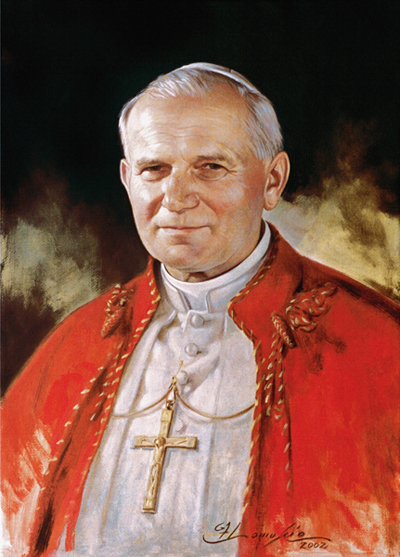
Papa Giovanni Paolo II

Giovanni Paolo II, l'Uomo che ha cambiato gli uomini è stato scritto da Gianni Garrucciu nel 2006.
Nella prima parte il libro ricostruisce come in un romanzo, con testimonianze per la maggior parte inedite, i giorni che precedono la morte di papa Luciani e la partenza per Roma del cardinale Karol Wojtyla, arcivescovo di Cracovia, per partecipare al conclave che lo avrebbe eletto Papa. Una ricostruzione particolarmente toccante quando il racconto attraversa la storia dell'attentato, della malattia e della morte di Giovanni Paolo II.
Nella seconda parte il libro affida il racconto della personalità di Karol Wojtyla ad alcune tra le persone che gli sono state più vicine nel corso dei quasi 27 anni del suo pontificato. Attraverso le testimonianze di alcune tra le persone che gli sono state più vicine viene ricostruita la figura di un Uomo che ha ripensato alla missione complessa e universale della Chiesa cattolica.
Gianni Garrucciu, con la tecnica dell'intervista romanzata, incontra il segretario particolare di Wojtyla, Stanisław Dziwisz; il responsabile della Sala Stampa della Santa Sede Joaquín Navarro-Valls; il cardinale segretario di Stato Vaticano Tarcisio Bertone; altri cardinali vicini al Papa; l'attore premio Oscar Jon Voight (protagonista del Wojtyla televisivo); il regista polacco e amico personale di Wojtyla, Krzysztof Zanussi; la fondatrice del Movimento dei focolari Chiara Lubich; vaticanisti come Giuseppe De Carli, Fabio Zavattaro, Giancarlo Zizola e Filippo Anastasi; il professor Rodolfo Proietti, il medico che per primo ha accolto il Papa ferito al policlinico Gemelli dopo l'attentato; ad altre personalità. Attraverso queste testimonianze Garrucciu si chiede chi sia stato realmente papa Wojtyla: un uomo grande nella sua visione del futuro, ma anche nelle sue contraddizioni. Qual è la vera importanza di Karol Wojtyla nella storia della Chiesa e in quella della sua epoca? Un'epoca in cui la Chiesa si dissemina in tutte le culture di un mondo in via di globalizzazione. Chi era Giovanni Paolo II nel privato? Come viveva? Un uomo che ha portato la spiritualità ovunque e l'ha fatta scoprire a tutto il mondo. E tutte le persone del mondo - nessuna esclusa - si sono sentite travolte da questa spiritualità.

## Edizioni
- Gianni Garrucciu, Giovanni Paolo II, l'Uomo che ha cambiato gli uomini, I ed., collana Dossier, RAI-ERI, 2006,  p. 238, ISBN 88-397-1388-3.